# Saint-Louis-de-France
Saint-Louis-de-France  är en del av staden Trois-Rivières i Kanada, till 2001 en separat stad.  Den ligger i regionen Mauricie och provinsen Québec, i den sydöstra delen av landet, 260 km öster om huvudstaden Ottawa.